# هاري ميلز
هاري ميلز (بالإنجليزية: Harry Mills)‏ (23 أغسطس 1922 في المملكة المتحدة - 1990 في المملكة المتحدة) هو لاعب كرة قدم بريطاني (وحمل سابقاً جنسية المملكة المتحدة لبريطانيا العظمى وأيرلندا) في مركز حراسة المرمى. لعب مع هدرسفيلد تاون ونادي هاليفاكس تاون ونادي بليث سبارتانز.

## وصلات خارجية
- هاري ميلز على موقع قاعدة بيانات كرة القدم.إي يو (الإنجليزية)